# Hyla arenicolor
Hyla arenicolor és una espècie de granota que es troba al sud-oest dels Estats Units i al nord de Mèxic.
Viu als canyons i és d'hàbits molt aquàtics que la mantenen sempre molt a prop de les fonts o petits torrents.
Fan de 5 a 5,5 cm de llarg, i són típicament marrons, gris marronoses o gris verdoses, sovint amb taques més fosques. La coloració pot variar considerablement però solen ser de color semblant al del seu hàbitat nadiu.